# Fridel Fruzsina
Fridel Fruzsina (Budapest, 1978. június 12. –) magyar színésznő.

## Élete
Középiskolai tanulmányait a Szlovák Két Tannyelvű Gimnáziumban végezte el 1992–1996 között. 1996–1999 között a Gór Nagy Mária Színitanoda hallgatója volt. Osztályfőnöke Pogány Judit volt. 2001-től játszik az Újreneszánsz Színházban. 2001–2005 között szerepelt a Wágner és Vatta Társulatában.

## Színházi szerepei
- Molnár Ferenc: Liliom
- Christopher Hampton: Emberbarát
- Georges Feydeau: Aludj el!....Émilienne
- Trömböczky Péter: Volt egyszer egy manöken
- Peter Bridge: Halál a színházban
- Elektrosokk
- Anti Antigoné (abszurd humor előadásokban karakter szerepek)
- Peter Bridge: Szombat 14.

## Filmjei

### Játékfilmek
- Nyers világ (2004)
- A harag napja (Day of Wrath) (2006)

### Tévéfilmek
- Família Kft. (1998)
- Kisváros (1999)
- Jóban Rosszban (2005-2009)
- Barátok közt

(1998)